# Houdan
Houdan er en hønserace, der stammer fra Frankrig.
Hanen vejer 3-3,5 kg og hønen vejer 2,5-3 kg. De lægger æggegule æg à 55-60 gram. Racen har 5 tæer og rødgule øjne. Racen findes også i dværgform.

## Farvevariationer
- Sort hvidplettet
- Hvid
- Gøgefarvet
- Perlegrå